# Przygody Don Juana
Przygody Don Juana (ang. Adventures of Don Juan) – amerykański film płaszcza i szpady z 1948 roku w reżyserii Vincenta Shermana na podst. postaci Don Juana.

## Fabuła
Na początku XVII wieku przebywający w Anglii Hiszpan Don Juan de Maraña, znany na całą Europę uwodziciel, popada w tarapaty, kiedy musi uciekać przed szlachcicem Cecilem za romans z jego żoną Catherine. Towarzyszy mu wierny przyjaciel Leporello. Na drodze zatrzymują ich żołnierze, mający eskortować księcia Kordoby, który wkrótce przybędzie do Londynu. Aby ocalić skórę, Don Juan podaje się za oczekiwanego dostojnika. Okazuje się, że książę ma poślubić londyńską arystokratkę lady Dianę w ramach pokoju zawartego między Anglią a Hiszpanią. Don Juanowi od razu przypada do gustu Diana, która go rozpoznaje z przygody w Paryżu. Jednak przybywa prawdziwy książę Kordoby i Don Juan zostaje repatriowany z Londynu do Madrytu za spowodowanie skandalu dyplomatycznego.
Hrabia de Polan, hiszpański ambasador w Londynie i stary przyjaciel rodziny de Maraña, jest zmęczony beztroskimi romansami Don Juana, ale postanawia mu pomóc odbudować reputację. Wysyła list polecający do Małgorzaty, nowej królowej Hiszpanii, z prośbą przyjęcia Don Juana na dwór królewski. Uważa, że charyzma i bystrość Don Juana pomogą w zbudowaniu pozycji Hiszpanii. Choć Don Juana nie interesuje polityka, daje obietnicę de Polanowi że polepszy swe postępowanie. Wracając do ojczyny Don Juan i Leporello dostrzegają wśród ludności smutek. Spowodowane jest tym, że królewski minister, książę de Lorca wciela przymusowo do marynarki wojennej. Don Juan zyskuje przychylność madryckiego oberżysty i jego przyjaciół, gdy uniemożliwia żołnierzom zabranie jego syna do wojska.
Nowym królem Hiszpanii jest nieroztropny i słaby Filip III, który polega na de Lorce dążącym do kontynuacji wojny z Anglią i chcącym w tym celu przejąć zyski z kolonii w Nowym Świecie, przeznaczane przez królową i de Polana na rozmowy pokojowe z królową Anglii Elżbietą I. Królowa Małgorzata nie może znieść nieodpowiedzialności męża. Sceptycznie traktuje też Don Juana z powodu krążących wokół niego plotek na dworze hiszpańskim. Mianuje go jednak instruktorem szermierki pod okiem zbrojmistrza Lopeza w Królewskiej Akademii Hiszpańskiej, gdzie odnosi on wielkie sukcesy. Tymczasem de Lorca porywa wracającego do kraju de Polana, by zmusić go do wyjawienia lokalizacji  środków z Nowego Świata. Książę mając za sobą wojsko planuje obalić królową i zwiększyć swą władzę do przekształcenia Hiszpanii w wojskowe imperium kosztem wolności obywateli. Sugeruje potem królowi wykorzystanie Don Juana do ich celów.
Don Juan odrzuca propozycję de Lorki przyjęcia wysokiego stanowiska w flocie wojennej, mówiąc że księciu chodzi o własne korzyści, a nie dobro kraju. Królowa zaczyna się przekonywać do Don Juana, który kryje się z uczuciem do niej, by pozostać całkowicie lojalnym dworzaninem. Ten dylemat go trawi na jednej z lekcji, co dostrzega Doña Elena, siostra jednego z studentów. Nocą zwierza się Don Juanowi, że musi w ramach sojuszu Hiszpanii z Włochami poślubić hrabię d’Orsiniego. Zastaje ich hrabia mylnie wierząc, że to kolejny romans Hiszpana. Królowa początkowo jest wściekła, ale nadworny karzeł Don Sebastian przekonuje ją o niewinności Don Juana. Innego jest zdania jest król, który żąda dożywotniego wygnania Don Juana do Nowego Świata.
Ukrywający się u oberżysty Don Juan odkrywa u kapitana Alvareza pierścień de Polana i ujawnia zdradziecki plan de Lorki w pałacu królewskim. De Lorca ujawnia swoje zamiary i rozkazuje uwięzić królową, podporządkowuje sobie króla, a Don Juana więzi w tej samej fortecy co torturowanego de Polana. Z pomocą Lopeza i Leporella, oczekujący na karę śmierci Don Juan uwalnia się i ratuje de Polana z rąk Alvareza. Potem, wspólnie ze studentami i Don Sebastianem, udaremniają plany puczu, a Don Juan zabija de Lorcę w walce na rapiery. Królowa wyznaje ogłoszonego bohaterem Don Juanowi miłość, lecz on, choć odwzajemnia uczucie, uznaje, że ich związek zaszkodziłby królestwu, a królowa jest potrzebna poddanym. Wobec tego królowa z ciężkim sercem spełnia jego prośbę o opuszczenie Madrytu.

## Obsada
Na podst. materiału źródłowego:
- Errol Flynn – Don Juan de Maraña
- Viveca Lindfors – królowa Małgorzata Austriaczka
- Robert Douglas – książę de Lorca
- Alan Hale Sr. – Leporello
- Romney Brent – król Filip III
- Robert Warwick – Don Jose hrabia de Polan
- Jerry Austin – Don Sebastian
- Douglas Kennedy – Don Rodrigo
- Jean Shepherd – Doña Carlotta
- Fortunio Bonanova – Don Serafino Lopez
- Raymond Burr – kapitan Alvarez
- Ann Rutherford – Doña Elena
- David Bruce – hrabia d’Orsini
- Helen Westcott – Lady Diana Chalmers
- Aubrey Mather – Lord Chalmers
- Una O’Connor – Duenna
- Leon Belasco – książę Kordoby
- Mary Stuart – Catherine
- Tim Huntley – Cecil
- David Leonard – oberżysta
- Barbara Bates – Micaela, córka oberżysty
- Kate Drain Lawson – żona oberżysty
- Harry Lewis – syn oberżysty
- Monte Blue – klucznik
- Nora Eddington – kobieta pytająca o drogę

## Produkcja

### Rozwój projektu
Australijski aktor Errol Flynn był łączony z projektem filmowym dot. Don Juana już w latach 30. XX wieku. W marcu 1939 roku wytwórnia filmowa Warner Bros. ogłosiła, że Przygody Don Juana z Flynnem w roli głównej będą jednym z 48 filmów nakręconych w latach 1939–1940. Studio zleciło W.R. Burnettowi napisanie scenariusza po tym, jak film o Johnie Dillingerze, nad którym pracował, uległ opóźnieniu. Warner Bros. oświadczył, że w filmie wystąpią Olivia de Havilland, Priscilla Lane, Margaret Lindsay, Ann Sheridan i Lya Lys, a także pięć innych aktorek. Zdjęcia miały się rozpocząć po tym, jak Flynn ukończy pracę nad filmem The Knight an the Lady. Franciska Gaal brała udział w próbach ekranowych do roli. Zdjęcia jednak przełożono, więc Flynn wystąpił zamiast tego w Sokole morskim (1940). Po wybuchu II wojny światowej produkcja filmów kostiumowych spadła ze względu na zamknięcie rynku europejskiego, a Flynna częściej można było spotkać w filmach wojennych i westernach.

### Preprodukcja
Projekt reaktywowano w 1944 roku i producentem został Jerry Wald, scenarzystą Alan Le May, a reżyserem Robert Florey. Flynn miał wziąć udział w produkcji filmu po ukończeniu San Antonio. W styczniu 1945 roku Herbert Dalmas i Harry Goldman pracowali nad scenariuszem, zaś akcję filmu zmieniono z Włoch za czasów rodziny Borgiów, taką jak w niemej ekranizacji z 1926 roku, na Hiszpanię 1620 roku pod rządami Filipa III. W marcu 1945 roku ogłoszono, że reżyserem został Raoul Walsh.  Do roli kobiecej ubiegano się o Claudette Colbert. W tym momencie proponowana obsada obejmowała jedynie Flynna, Victora Francena w roli króla i Dorothy Malone.
Zdjęcia do filmu miały się rozpocząć na początku maja 1945 roku, a budżet miał wynieść 2 miliony dolarów. Scenografia studyjna Meksyku do Juarez (1939) została przekształcona w plan Madrytu. Flynn trenował szermierkę z Fredem Cravensem, a George Coulouris, planowany do zagrania głównego złoczyńcy, specjalnie na potrzeby roli stosował obszerną dietę. Według materiałów promocyjnych studia, przesłuchania do ról ośmiu kobiet będących obiektami westchnień Don Juana odbyły się 54 razy, a w filmie wykorzystano 124 różne scenografie i ponad 3,7 tys. kostiumów.
Zdjęcia przełożono ze względu na trudności ze zdobyciem kostiumów, których ogólny niedobór panował po II wojnie światowej oraz strajk w branży filmowej, który wstrzymywał budowę i malowanie dekoracji. 9 maja zapadła decyzja o odroczeniu premiery filmu na czas nieokreślony, a aktorzy zostali przydzieleni do innych filmów. Flynn został umieszczony w Don’t Ever Leave Me, który stał się Nigdy nie mów do widzenia. W styczniu 1946 roku Warner Bros. ponownie umieścił film w harmonogramie. W rolach drugoplanowych wystąpili Martha Vickers, Dorothy Malone, Peggy Knudsen, Joan Lorring i Joan Chandler. Jednak zdjęcia były nadal opóźnione.
W lutym 1947 roku Jean Negulesco został ogłoszony reżyserem. Jego partnerką miała być Alexis Smith, a zdjęcia miały się rozpocząć po zakończeniu przez Flynna filmu Srebrna rzeka. Negulesco później wspominał, że film był najdroższym i najbardziej pożądanym projektem w Warner Bros., zaś on miał nieortodoksyjne poglądy na temat Don Juana: „Uważałem, że powinien być ofiarą kobiet, a nie ich oprawcą. Flynn w ogóle się ze mną nie zgadzał, ponieważ nadal chciał być wspaniałym facetem, który wyskakuje przez okno, ścigany przez wściekłego męża, mówiącego »Kochałeś się z moją żoną« i tak dalej”. Po trzech miesiącach Flynn powiedział Jackowi Warnerowi, że nie będzie grał w filmie z Negulesco. Warner powiedział reżyserowi: „Johnny, nie mogę zrobić Don Juana bez Errola Flynna, ale mogę to zrobić bez ciebie”. Negulesco zgodził się, a Warner przydzielił go Waldowi do Johnny’ego Belindy.
We wrześniu 1947 roku reżyserem filmu miał być Vincent Sherman, który oparł scenariusz na podstawie projektu George’a Oppenheimera i Harry’ego Kurnitza. Meksykański aktor Romney Brent, który grał delfina w sztuce Joan of Lorraine (1946), został zatrudniony do roli Filipa III. W październiku główną rolę żeńską otrzymała szwedzka aktorka Viveca Lindfors.

### Zdjęcia
Zdjęcia rozpoczęły się ostatecznie w październiku 1947 roku. George Oppenheimer napisał później: „Od samego początku film był nieszczęściem i próbą. Reżyser, Vincent Sherman, i ja nie tylko nie mogliśmy się zgodzić, ale też pracować ramię w ramię. Zanim skończyliśmy, film został przemianowany na Sherman’s March through George. Ponadto Flynn, atrakcyjny i przyjacielski facet spoza planu, był poza planem przez większą część zdjęć z powodu serii ciągów”.
Wówczas Flynn zmagał się ze złym stanem zdrowia, podobno cierpiał na łagodną chorobę serca i nawracające zapalenie wątroby. Według historyka filmu Tony’ego Thomasa, Flynn pił dużo alkoholu w trakcie kręcenia filmu. Zdjęcia były często przerywane ze względu na stan zdrowia Flynna oraz częste zmiany i wymiany personelu produkcyjnego. W styczniu Flynn trafił do szpitala i chorował przez piętnaście dni, co spowodowało wstrzymanie produkcji. Flynn wrócił, ale znów zachorował i produkcja została ponownie wstrzymana. 6 lutego produkcję wstrzymano po raz trzeci, na dwa tygodnie, z powodu choroby Flynna. W marcu oszacowano, że Flynn opuścił 64 dni zdjęciowe.
Rosnące koszty zaniepokoiły Warner Bros. w kwestii rentowności filmu, zwłaszcza że Wielka Brytania, która miała być dużym rynkiem zbytu, niedawno wprowadziła wysoki podatek na filmy hollywoodzkie. W scenie, w której Flynn skakał ze szczytu długich schodów, dublował go kaskader Jock Mahoney. Młodą kobietę w powozie pytającą Don Juana o drogę do Barcelony zagrała druga żona Flynna, Nora Eddington.
Scena pościgu na początku filmu zawierała powtórnie wykorzystane ujęcia z Przygód Robina Hooda (1938), po której następuje wielka procesja z powtórnie wykorzystanymi ujęciami z Prywatnego życia Elżbiety i Essexa (1939), w których wystąpili Errol Flynn i Alan Hale Sr. Spowodowane było to już i tak wysokim budżetem jak i dużo niższymi przychodami z kin po II wojnie światowej.
Podczas kręcenia filmu, w listopadzie, Flynn podpisał nowy kontrakt z Warner Bros., na mocy którego miał kręcić jeden film rocznie do 1961 roku; pierwszym z nich miał być Don Juan.
Film jest ostatnim z trzynastu, w których Hale Sr. wystąpił razem ze swoim bliskim przyjacielem Flynnem. Hale zmarł 22 stycznia 1950 roku, nieco ponad rok po premierze kinowej filmu.

### Muzyka
Początkowo muzykę do filmu miał skomponować Erich Wolfgang Korngold. Produkcja filmu została jednak odroczona do 1947 roku, kiedy to Korngold zakończył już pisanie muzyki do filmów. Zastąpił go Max Steiner, który włączył do swojej partytury kilka hiszpańskojęzycznych piosenek.
Muzykę tę kilka lat później zaadaptował kompozytor Ian Fraser do komedii przygodowej z George’em Hamiltonem pt. Zorro, ostrze szpady (1981). Fragment ten wykorzystano także w dwóch scenach filmu Goonies (1985), choć w pierwszej scenie towarzyszył on transmisji telewizyjnej wcześniejszego filmu Kapitan Blood (1935).

## Nagrody i wyróżnienia
| Nagroda                   | Kategoria                                              | Nominowani                           | Wynik     | Źródło |
| ------------------------- | ------------------------------------------------------ | ------------------------------------ | --------- | ------ |
| Nagroda Akademii Filmowej | Najlepsza scenografia i dekoracje wnętrz (film barwny) | Edward Carrere, Lyle Reifsnider      | Nominacja | [ 32 ] |
| Nagroda Akademii Filmowej | Najlepsze kostiumy (film barwny)                       | Leah Rhodes, Travilla, Marjorie Best | Wygrana   | [ 32 ] |